# Reprezentacja Gruzji w skokach narciarskich
Reprezentacja Gruzji w skokach narciarskich – grupa skoczków narciarskich wybrana do reprezentowania Gruzji w międzynarodowych zawodach.
Pochodzący z Gruzji zawodnicy przez lata występowali w barwach Związku Radzieckiego. Pierwszym reprezentantem Gruzji w skokach narciarskich był Kachaber Cakadze, który reprezentował swój kraj od sezonu 1992/1993 (wcześniej startował dla Związku Radzieckiego oraz Wspólnoty Niepodległych Państw). Trzykrotnie wystąpił na zimowych igrzyskach olimpijskich: w 1994 był 50. na skoczni normalnej i 55. na dużej, w 1998 55. na normalnej i 59. na dużej, a w 2002 odpadł w kwalifikacjach na obu obiektach. Wystąpił również na Mistrzostwach Świata w Narciarstwie Klasycznym 1993 oraz Mistrzostwach Świata w Lotach Narciarskich 1994, w Pucharze Świata najwyżej klasyfikowany był na 39. miejscu.
Cakadze przez lata był jedynym reprezentantem Gruzji w zawodach organizowanych przez FIS. Występy w nich zakończył w 2002, w tym samym roku jeden start w zawodach międzynarodowych zanotował inny Gruzin, Lewan Kozanaszwili.
Następny występ Gruzinów w oficjalnych zawodach międzynarodowych miał miejsce na Mistrzostwach Świata Juniorów w Narciarstwie Klasycznym 2014. W zawodach tych Artur Sarkisiani zajął 69. miejsce, a Giorgi Szubitidze był 71. w 71-osobowej stawce. W kolejnych latach ci i inni zawodnicy kontynuowali starty w gruzińskich barwach w zawodach organizowanych przez FIS. Sarkisiani wystąpił w seniorskich Mistrzostwach Świata 2017. Odpadł w kwalifikacjach do obu konkursów indywidualnych, zajmując 52. (przedostatnie) miejsce na skoczni normalnej i 49. (ostatnie) na dużej.
Pierwszą skoczkinią narciarską z Gruzji występującą w międzynarodowych zawodach została Esmeralda Gobozowa, startująca w nich od 2017.